# Bohemia (deník)
Bohemia byl německy psaný deník vycházející v Praze od roku 1828 do roku 1938.
Začal vycházet roku 1828. Od roku 1852 se stal politickým listem. Po obnovení ústavní vlády v roce 1861 se profiloval jako hlavní tiskový orgán německého liberálního proudu politiky (tzv. Ústavní strana) v Čechách.
Adolf Srb uváděl, že ještě v 60. letech 19. století Bohemia byla „k národu českému spravedlivou a přinášela sympatické články o českém divadle i české literatuře. Měla též hojně odběratelů v kruzích českých.“ Později, v souvislosti s vyostřováním etnické česko-německé rivality v Čechách, se zaměření deníku stalo více konzervativní a nacionální.
List vystřídal v dějinách několik názvů. Od roku 1828 nesl název Unterhaltungsblätter, od roku 1830 do roku 1832 se jmenoval Bohemia, oder Unterhaltungsblätter für gebildete Stände, v letech 1832–1845 Bohemia, ein Unterhaltungsblatt, pak od roku 1846 až do roku 1914 to byla Bohemia a následně od roku 1915 až do roku 1938 Deutsche Zeitung Bohemia.
Ke známým autorům listu patřili Egon Erwin Kisch, Franz Kafka či Johannes Urzidil.

## Vydavatelé
- Gottlieb Haase & synové (1828–1872)
- Bohemia Aktiengesellschaft (1872–1877)
- Franz Klutschak (1878)
- Andreas Haase (1879–1919)
- Alfred Korn (1919–1920)
- Verlag Deutsche Zeitung-Aktiengesellschaft (1920–1933) s Bruno Kafkou
- Rota-Aktiengesellschaft für Zeitung- und Buchdruck (1933–1938)